# Trigomphus ogumai
Trigomphus ogumai là loài chuồn chuồn trong họ Gomphidae. Loài này được Asahina mô tả khoa học đầu tiên năm 1949.